# Eva Grimaldi
Pour les articles homonymes, voir Grimaldi.
Eva Grimaldi, née le 7 septembre 1961 à Vérone est une actrice italienne.

## Biographie
Née à Nogarole Rocca, dans la province de Vérone en Vénétie, Eva Grimaldi commence sa carrière en tant que modèle nue dans Playmen et avec un rôle de soubrette dans l'émission télé Drive In, d'Antonio Ricci.
Elle débute au cinéma en 1987 dans Intervista de Federico Fellini et tourne ensuite dans le film d'épouvante Ratman de Giuliano Carnimeo  et dans Cattive ragazze de Marina Ripa di Meana.
À partir de là, elle apparait dans de nombreux films et séries TV, notamment en collaborant avec Mario Monicelli, Dino Risi, Damiano Damiani, Claude Chabrol, Jean-Marie Poiré et John Irvin.
Elle poursuit également une carrière au théâtre, principalement avec Pier Francesco Pingitore.

## Vie privée
De 1997 à 2001, Eva Grimaldi a été en couple avec l'acteur Gabriel Garko (it). Elle s'est ensuite mariée en 2006 à l'entrepreneur Fabrizio Ambroso. Ils se sont séparés en 2010 et ont divorcé en 2013. Depuis 2010, elle est en couple avec la femme politique Imma Battaglia (it), avec qui elle s'est unie civilement le 19 mai 2019.

## Filmographie

### Cinéma
- 1986 : On l'appelle sœur Désir (La monaca del peccato) de Joe D'Amato : Maria Susanna Simonin
- 1987 : D'Annunzio de Sergio Nasca : Viola
- 1987 : Intervista : Actrice
- 1987 : Black Cobra (Cobra nero) : Elys Trumbo
- 1988 : Mia moglie è una bestia : Huc
- 1988 : Ratman (Quella villa in fondo al parco) : Marlis
- 1988 : Delitti e profumi : Porzia
- 1988 : Rimini, Rimini - un anno dopo : Flaminia Longheroni (La scelta)
- 1988 : La Nuit bleue (Un sapore di paura) : Pearl
- 1989 : Le Masque de Satan (La maschera del demonio) : Anibas
- 1989 : Kinski Paganini : Marie Anna Elise Bonaparte
- 1989 : Intimo : Tea
- 1990 : Alcune signore per bene : Kiki
- 1990 : Valse d'amour (Tolgo il disturbo) : Ines
- 1990 : Jours tranquilles à Clichy : Yvonne
- 1990 : Dames galantes : Jeanne de Tignonville
- 1991 : Per sempre : Berenice Rondi
- 1991 : Abbronzatissimi : Elide
- 1992 : Cattive ragazze
- 1992 : L'angelo con la pistola : Teresa
- 1992 : Mutande pazze : Stefania
- 1993 : Abbronzatissimi 2 - un anno dopo : Stella
- 1994 : Cari fottutissimi amici : Topona
- 1995 : Les Anges gardiens : Regina Podium
- 1998 : Simpatici & antipatici : Michela
- 1998 : Paparazzi de Neri Parenti : Eva
- 2005 : The Fine Art of Love: Mine Ha-Ha : Simba

### Télévision
- 1983 : Drive in : Personnages variés
- 1986 : Ferragosto O.K. : La comtesse - cliente de l'auberge
- 1988 : Vincere per vincere : La consolatrice
- 1989 : Classe di ferro : Carmen
- 1991 : Vendetta: Secrets of a Mafia Bride : Brenda
- 1993 : Vendetta II: The New Mafia : Brenda Lamanna
- 1995 : Le Retour d'Arsène Lupin : Arlette Forlano
- 1996 : La signora della città : Nadiuska
- 1997 : Ladri si nasce
- 1998 : Ladri si diventa : Vanessa
- 1999 : Tre stelle : Anna Folena
- 1999 : Un bacio nel buio
- 2000 : La casa delle beffe
- 2001 : Occhi verde veleno
- 2002 : Il bello delle donne : Elfride De Contris
- 2006 : Domani è un'altra truffa : L'aspirante actrice
- 2007 : Caterina e le sue figlie : Eleonora
- 2008 : Mogli a pezzi : Sofia (épisodes inconnus)
- 2010 : Il peccato e la vergogna : Liliana